# Pattaya
Pattaya (tajski: พัทยา) – miasto w Tajlandii, w prowincji Chonburi, nad Zatoką Tajlandzką, ok. 140 km na południe od Bangkoku. Kurort wypoczynkowy. W 2018 miasto liczyło 119 122 mieszkańców, a obszar aglomeracji miasta Pattaya według danych z 2010 liczył 320 262 mieszkańców (8. miejsce w Tajlandii).

## Historia
W latach 60. XX wieku Pattaya była małą rybacką wioską, do rozwoju miejscowości jako ośrodka turystycznego przyczynili się m.in. amerykańscy żołnierze, którzy szukali w okolicy wypoczynku po walkach w Wietnamie.
W mieście funkcjonuje klub piłkarski Pattaya United FC. W latach 1991–2015 odbywał się tu kobiecy turniej tenisowy, zaliczany do cyklu WTA–PTT Pattaya Open.

## Turystyka
Miasto jest znane z seksturystyki. W 2018 odwiedziło je 9,56 mln turystów z całego świata – było czternastym najczęściej odwiedzanym miastem na świecie. Do atrakcji turystycznych miasta należy:
- ogród botaniczny Nong Nooch Tropical Botanic Garden;
- Świątynia Prawdy;
- park miniatur Mini Siam Miniature Village.

## Galeria

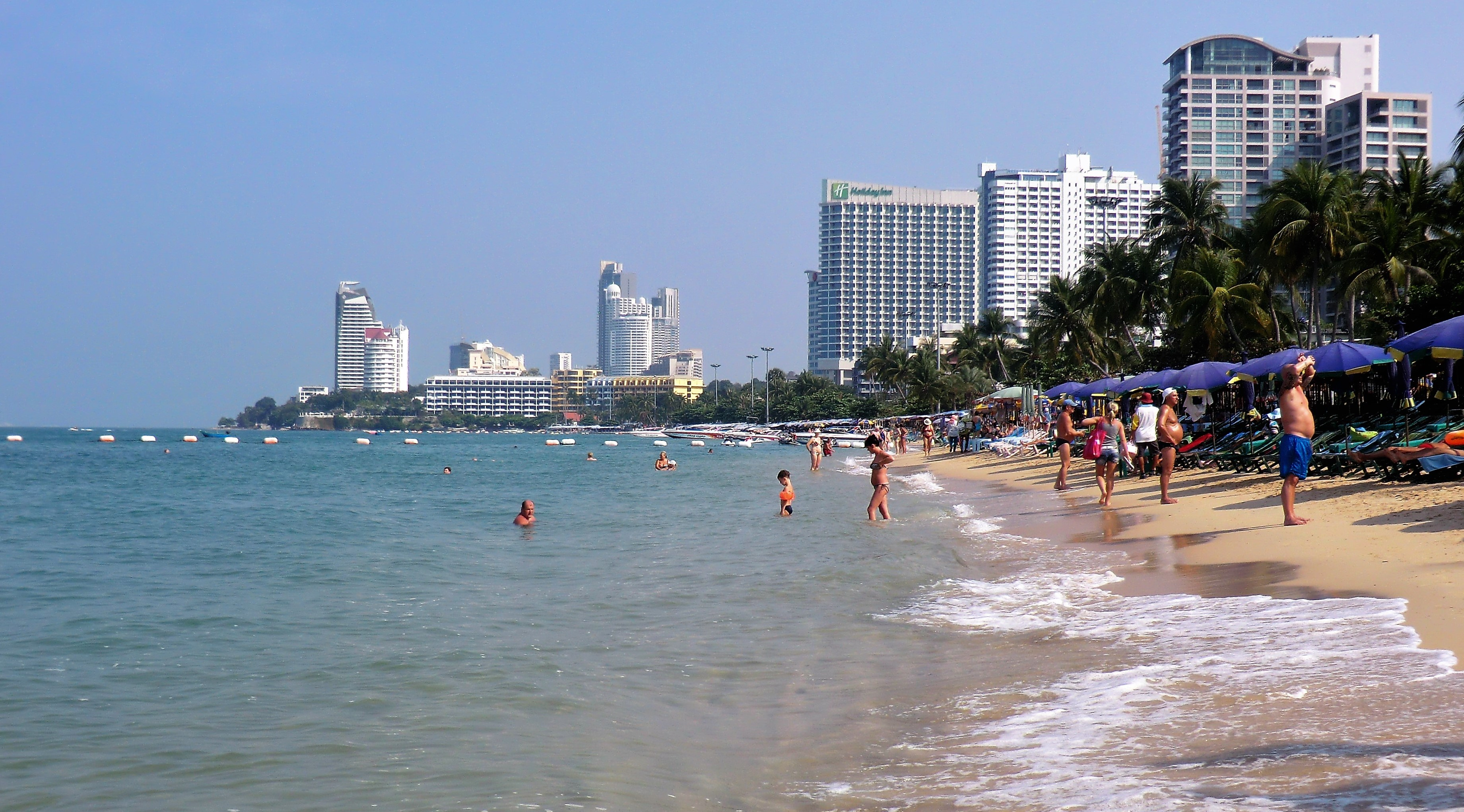
Plaża
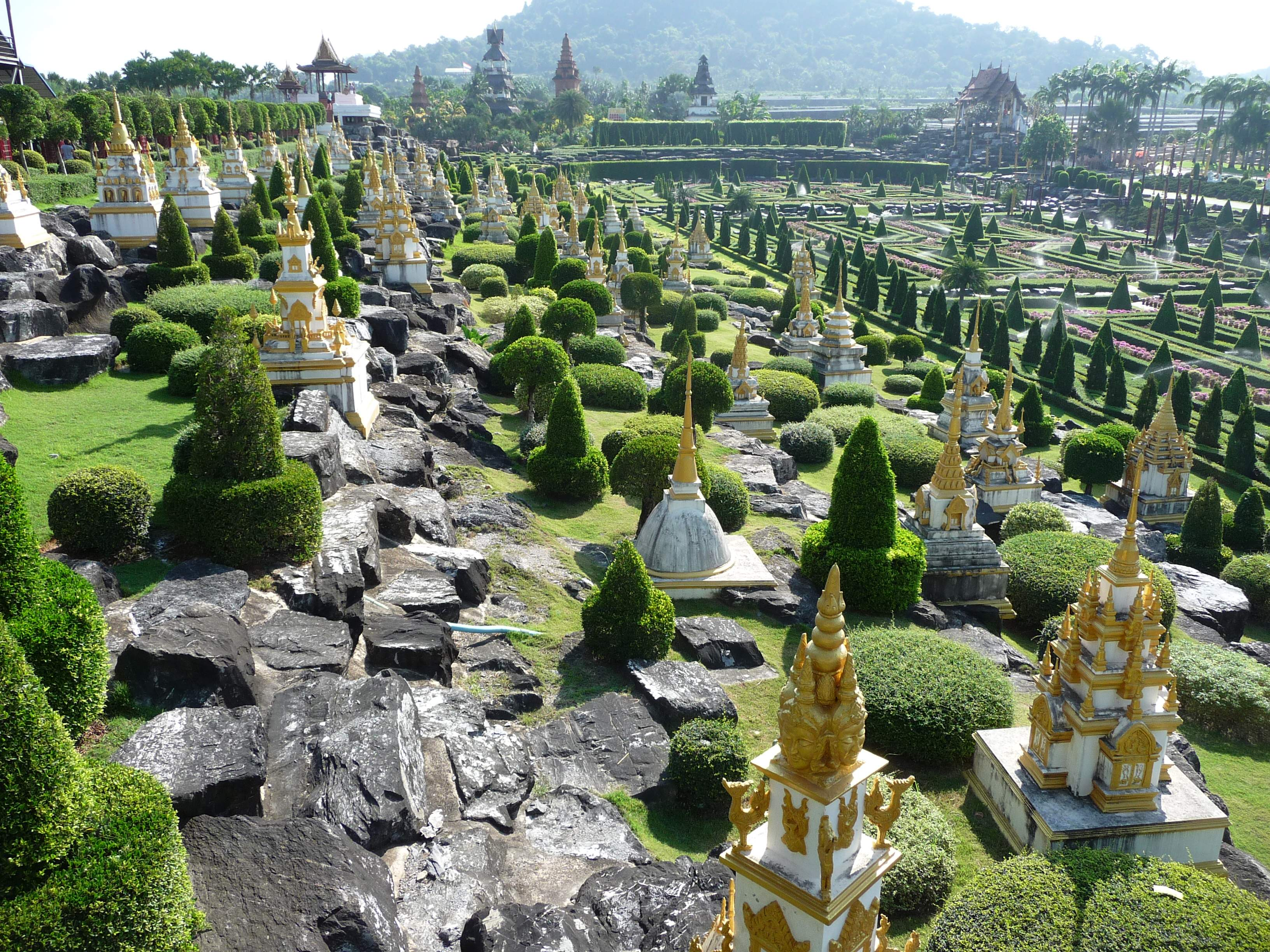
Nong Nooch Tropical Botanic Garden
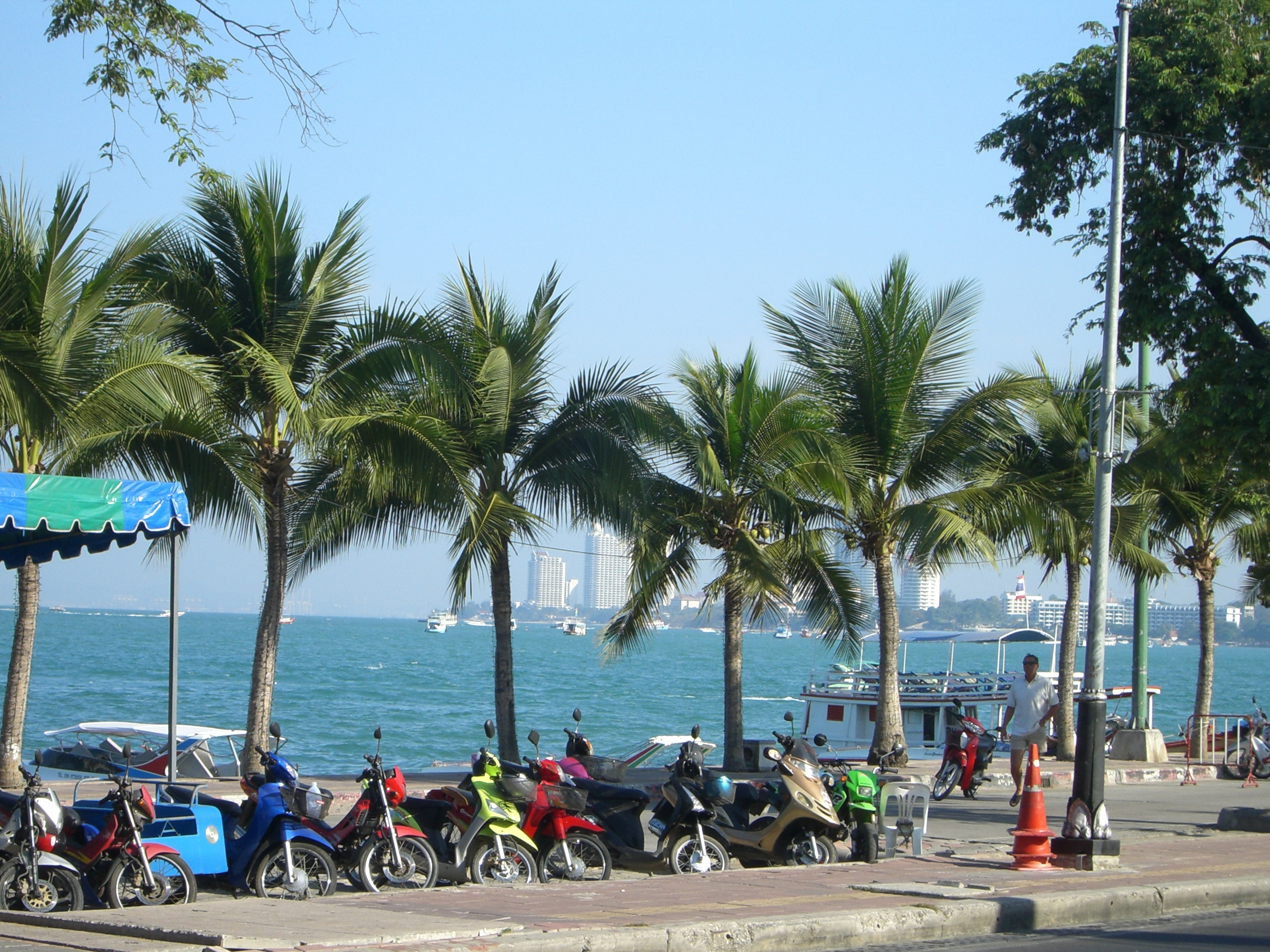
Beach Rd
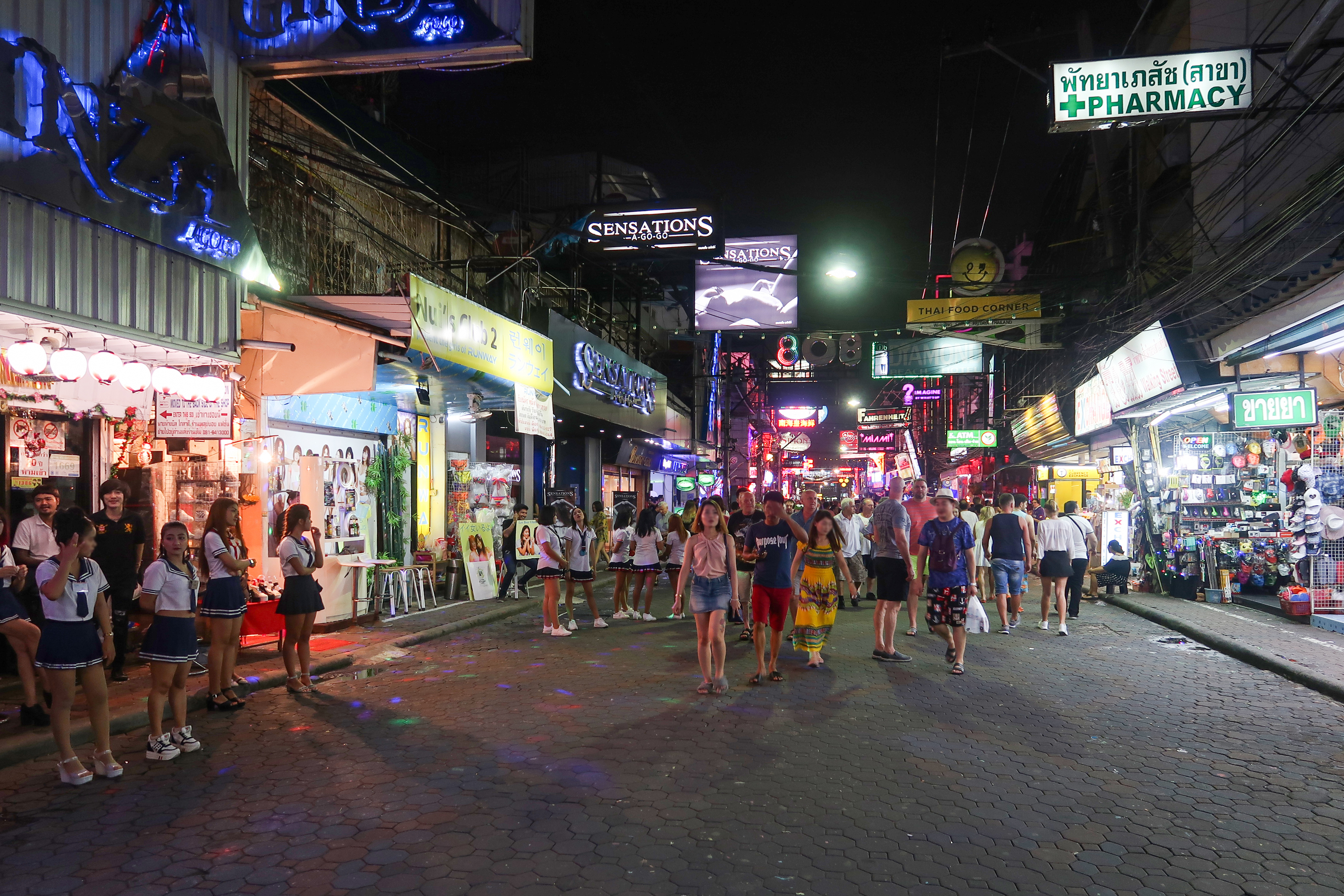
Walking Street